# Olga Simakowa
Olga Simakowa (russisch Ольга Симакова, engl. Transkription Olga Simakova; * 1961) ist eine ehemalige sowjetische Mittelstreckenläuferin, die sich auf die 800-Meter-Distanz spezialisiert hatte.
Bei den Leichtathletik-Halleneuropameisterschaften 1983 in Budapest gewann sie Bronze.

## Persönliche Bestzeiten
- 800 m: 2:00,52 min, 16. Juli 1982, Leningrad
  - Halle: 2:02,25 min, 6. März 1983, Budapest